# داملا جولبای
داملا جولبای (انگلیسی: Damla Colbay؛ زادهٔ ۱۴ ژانویهٔ ۱۹۹۳) بازیگر اهل ترکیه است. وی از سال ۲۰۱۴ میلادی تاکنون مشغول فعالیت بوده‌است.
از فیلم‌ها یا برنامه‌های تلویزیونی که وی در آن نقش داشته‌است می‌توان به نفوذی در نقش ایلم اشاره کرد.